# Mother's Milk
Mother's Milk è il quarto album in studio del gruppo musicale statunitense Red Hot Chili Peppers, pubblicato nel 1989.

## Antefatti
Subito dopo la promozione del terzo album in studio, il chitarrista Hillel Slovak morì di overdose nel 1988, e il batterista Jack Irons abbandonò la formazione, sconvolto dalla morte prematura del collega. Anthony Kiedis e Flea, invece di abbandonare i loro progetti musicali, decisero di proseguirli e cominciarono a cercare i loro sostituti. Nel settembre del 1988 si rivolsero inizialmente a DeWayne McKnight, ex componente dei colleghi Parliament, come possibile sostituto di Slovak, mentre il ruolo di Irons fu temporaneamente ricoperto da D. H. Peligro, ex batterista del gruppo punk rock Dead Kennedys. La nuova formazione prese parte a tre spettacoli dal vivo, ma subito dopo licenziò McKnight, che non sembrava essere a favore delle loro prime preferenze musicali. Nonostante il chitarrista avesse addirittura minacciato di mandare a fuoco l'abitazione di Kiedis, col gruppo riuscì ugualmente a registrare il brano inedito "Blues for Meister", con Peligro alla batteria e Flea nelle parti vocali principali. La canzone apparve anni dopo nella lista tracce della raccolta Out in L.A..
Ad ottobre Kiedis e Flea riuscirono ad assumere un nuovo chitarrista stabile, il loro fan di vecchia data John Frusciante, che invece di unirsi ai Thelonious Monster come voluto da Flea, divenne componente dei Red Hot. Il bassista dichiarò che Frusciante era "un vero talento naturale, l'unico a comprendere sia il rock tradizionale che lo stile inedito del suo nuovo gruppo, in grado di saper suonare la chitarra come pochi altri." Durante le sue prime esperienze coi Red Hot, il nuovo chitarrista ammise però "di aver trovato alcune difficoltà iniziali, avendo poca familiarità con lo stile funk e rap dei primi lavori dal gruppo, pur avendo saputo comprendere il modo di suonare di Slovak."
Con Frusciante e Peligro il gruppo prese parte a tour minori, e cominciò a lavorare sul nuovo album. Peligro, pur avendo contribuito alla scrittura delle tracce "Stone Cold Bush", "Taste the Pain" e "Sexy Mexican Maid", fu licenziato a novembre, anche a causa della sua tossicodipendenza.
Il gruppo aprì le audizioni per la ricerca di un nuovo batterista, e alla fine la scelta cadde su Chad Smith. A differenza degli altri componenti, di formazione prevalentemente punk, Smith traeva ispirazione dai generi hard rock ed heavy metal. Il nuovo batterista entrò in formazione a dicembre, e a fianco dei colleghi sostenne alcune esibizioni dal vivo.

## Registrazione e produzione
Alla fine degli anni ottanta la formazione si dedicò alla preparazione del nuovo album Mother's Milk, la cui produzione avvenne in modo continuo, non toccata dalle dipendenze del cantante. Molte tracce erano già state scritte mesi prima, e così furono aggiunte all'album in fase di pre-produzione,  nel gennaio del 1989. "Taste the Pain" era stata scritta prima dell'arrivo di Smith, ed era suonata alla batteria da Philip "Fish" Fisher. Il gruppo effettuò le prime registrazioni negli studi Hully Gully a Silver Lake; il brano "Knock Me Down" derivò da una jam session realizzata esternamente alla produzione. Kiedis e Flea si resero conto dei contributi decisivi di Frusciante nei confronti del nuovo materiale, e le registrazioni negli studi Hully Gully furono completate.
Nel febbraio del 1989 il gruppo entrò negli  studi di registrazione Ocean Way Recording di Hollywood, per ultimare la realizzazione dell'album Mother's Milk. Il produttore Michael Beinhorn, che aveva già collaborato al precedente The Uplift Mofo Party Plan, convinse la formazione a cercare di perfezionare le tracce del quarto album, per renderle più accettabili da parte di un possibile nuovo pubblico.
Nel marzo del 1989 il gruppo intraprese un tour di due mesi, per rendere nota al pubblico la nuova formazione. Il "Positive Mental Octopus tour" gli permise piccole esibizioni negli Stati Uniti, su entrambe le coste. Durante un'esibizione all'università George Mason a Fairfax, in Virginia, uno studente accusò però Kiedis di atti osceni in luogo pubblico, facendolo arrestare e costringendolo a subire un breve periodo di reclusione.

## Descrizione
Si tratta del primo disco inciso dalla formazione storica del gruppo, con il chitarrista John Frusciante (subentrato ad Hillel Slovak, morto per overdose nel 1988) e con il batterista Chad Smith (sostituto di Jack Irons).
In origine il titolo dell'album doveva essere The Rockin' Freakapotamus, ma dopo la morte di Slovak (autore di alcuni brani) tale scelta fu scartata. Attualmente The Rockin' Freakapotamus è il nome del fan club ufficiale del gruppo.
Il disco è caratterizzato da una certa varietà stilistica, sia grazie al lavoro alla chitarra di John Frusciante, sia per il discostamento parziale dalle incursioni funk rock e rap rock dei loro primi lavori (Nobody Weird Like Me, Punk Rock Classic). Due delle tracce, Higher Ground e Fire, sono cover rispettivamente di Stevie Wonder e di Jimi Hendrix (quest'ultima venne realizzata in precedenza con Slovak ed Irons); inoltre, in Stone Cold Bush e Sexy Mexican Maid partecipa anche l'ex batterista dei Dead Kennedys, D. H. Peligro, primo sostituto di Jack Irons nella band. La veloce Magic Johnson è dedicata all'omonimo ex campione dei Los Angeles Lakers, squadra di basket di cui i componenti del gruppo sono tuttora appassionati. Ad Hillel Slovak è invece dedicato il brano Knock Me Down, il singolo di maggior successo dell'album. Taste the Pain è l'ultimo singolo pubblicato dall'album.
Anthony Kiedis ha affermato, ovviamente scherzando, che la cover Higher Ground è stata fatta sotto molteplice richiesta di Stevie Wonder : "ogni giorno mi chiamava per supplicarmi di fare questa cover, ma io gli rispondevo "Stevie non rompermi le palle, abbiamo altre cose da fare". La sua costanza è stata tale che dopo aver deciso di pagarci con una considerevole somma di denaro, abbiamo accettato".
Tra il 1989 e il 1990 vendette oltre 800 000 copie, raggiungendo il numero 52 di Billboard. Negli Stati Uniti all'epoca diventò disco d'oro, e 15 anni dopo disco di platino.
Il suo remaster del 2003 contiene anche gli inediti Song That Made Us What We Are Today e Salute to Kareem, la versione completa della strumentale Pretty Little Ditty (della durata di 3 minuti), altre due cover di Jimi Hendrix (Castles Made of Sand e Crosstown Traffic), eseguite entrambe dal vivo, e le versioni originali di Knock Me Down e di Sexy Mexican Maid.

## Accoglienza
Mother's Milk superò in vendite i precedenti lavori del gruppo, ma ottenne critiche miste da parte della stampa specializzata, che non aveva visto di buon occhio la temporanea svolta sonora delle tracce. Peraltro ricevette anche giudizi positivi; Amy Hanson di AllMusic considerò l'album "un punto di non ritorno per il gruppo" e credette che "ad eccezione del vecchio stile esplosivo e ibrido della traccia di apertura 'Good Time Boys', si trattava del primo vero approccio del gruppo con nuove sonorità, non più solo funk metal e rap rock, come ampiamente dimostrato dalla cover di 'Higher Ground' di Stevie Wonder. Inoltre, come si nota già dal titolo del brano 'Punk Rock Classic' e dalla prova di 'Magic Johnson', Mother's Milk ha permesso al gruppo di saper andare anche oltre i propri acerbi e grezzi esordi." Steve Morse di The Boston Globe considerò l'album "un'ottima mescolanza incendiaria di funk, punk, hard rock e rap, un po' come se Prince avesse flirtato musicalmente con Jimi Hendrix," e definì la traccia "Knock Me Down" "un elettrico passo in avanti". The Toronto Star considerò i Red Hot Chili Peppers di allora "i Mothers of Invention degli anni novanta." Nel 2005 Mother's Milk fu collocato alla posizione numero 359 in un libro annesso alla rivista Rock Hard, intitolato The 500 Greatest Rock & Metal Albums of All Time.
Carly Darlin di The Orange County Register considerò l'album "un energico e divertente ritorno dell'impronta funk del gruppo", ma disse anche che "non era un grandissimo passo in avanti, a parte la traccia strumentale 'Pretty Little Ditty'." Disse anche che "Mother's Milk era il primo, riuscito, tentativo del gruppo di passare gradualmente, dallo stile degli esordi, a un sostanziale revival delle loro origini punk. Hanno avuto anche il merito di dimostrarlo con la cover di 'Fire' di Jimi Hendrix, che in origine era una b-side del precedente singolo 'Fight Like A Brave'". Inoltre, Mark Jenkins di The Washington Post disse "che l'album era 'eclettico', ma sembrava un calderone confuso di idee.[...] Date le circostanze, non sorprende tanto l'idea del disco di cercare nuove forme di espressione sonora". Jenkins attribuì però a Frusciante "buone abilità." Robert Christgau di Village Voice prese in giro l'abilità del gruppo di promuovere empatia, e considerò improprie le basi di chitarra: "sono tornati punksters appassionati di  Hendrix e P-Funk, stanno finalmente trovando la loro buona direzione musicale, ma hanno problemi di esecuzione. Non hanno buoni spunti, e ora sono anche più duri, a giudicare dalle basi di chitarra. Ma ora sono gradevoli, e degni di essere apprezzati."

## Curiosità
- Il riff di chiusura della traccia Punk Rock Classic fu derivato da quello principale di Sweet Child o' Mine, noto singolo dei Guns N' Roses.
- Nel 1999 i Crazy Town campionarono il riff di apertura della traccia Pretty Little Ditty nel singolo Butterfly, pubblicato l'anno successivo.
- Nelle sessioni di registrazione di Mother's Milk furono incise alcune canzoni rimaste poi inedite: tra queste vi era Takin' Care of Business,[15] una cover di un brano del 1973 dei Bachman-Turner Overdrive della quale furono registrate tre versioni differenti e alla cui creazione partecipò anche Larry Blackmon dei Cameo[16], con il quale la band all'epoca realizzò insieme un set fotografico per promuovere il brano. La canzone (che pare avrebbe dovuto in seguito far parte della colonna sonora dell'omonimo film del 1990 e uscire come singolo)[17], non fu mai pubblicata per sconosciute ragioni. Altre tracce delle session dell'opera mai uscite sono The Harder They Come (una cover di Jimmy Cliff) e The Dub Song (una canzone strumentale), anche queste rimaste inedite per ignoti motivi.[18]

## Tour promozionale
L'album ricevette ben presto un'accoglienza migliore di quelli precedenti, in questo modo fu possibile esibirsi davanti ad un pubblico più vasto. Così il gruppo intraprese il Mother's Milk Tour durante il 1989 e il 1990, e per la prima volta la band utilizzò un bus per spostarsi e utilizzò dei musicisti aggiuntivi per le esibizioni.
Il tour fece tappa anche in Europa, dove però non riscossero un grande successo in Inghilterra. Verso la fine del tour, il gruppo trovò diversi problemi causati dalla rapida fama ottenuta che portò ogni concerto al sold out.
Nel marzo '90, la band fu chiamata per esibirsi alla festa dello Spring Break in Florida trasmessa da MTV. In quell'occasione Flea e Chad, per attirare l'attenzione, tentarono di saltare dal palco; la situazione sfuggì presto di mano e i due nella confusione furono accusati di abusi sessuali. Qualche giorno dopo vennero arrestati e poi rilasciati su cauzione.
Tra le grandi performance si ricorda il Pinkpop Festival (4 giugno 1990).
Nel 1990 fu pubblicato dalla EMI Psychedelic Sexfunk Live from Heaven, un video release che documentava la performance live ed il backstage dello show tenuto dalla band il 30 dicembre 1989 alla "Long Beach Arena"; successivamente la EMI ne rese disponibile un altro: Positive Mental Octopus, una collection dei video realizzati fino ad allora dalla band, tra i quali però non era presente il video di Show Me Your Soul.

## Tracce
1. Good Time Boys – 5:02 (Anthony Kiedis, Flea, John Frusciante, Chad Smith)
2. Higher Ground – 3:23 (Stevie Wonder)
3. Subway to Venus – 4:25 (Anthony Kiedis, Flea, John Frusciante, Chad Smith)
4. Magic Johnson – 2:57 (Anthony Kiedis, Flea, John Frusciante, Chad Smith)
5. Nobody Weird Like Me – 3:50 (Anthony Kiedis, Flea, John Frusciante, Chad Smith)
6. Knock Me Down – 3:45 (Anthony Kiedis, Flea, John Frusciante, Chad Smith)
7. Taste the Pain – 4:32 (Anthony Kiedis, Flea, John Frusciante, D.H. Peligro)
8. Stone Cold Bush – 3:06 (Anthony Kiedis, Flea, John Frusciante, D.H. Peligro)
9. Fire – 2:03 (Jimi Hendrix)
10. Pretty Little Ditty – 3:08 (John Frusciante, Flea, Chad Smith)
11. Punk Rock Classic – 1:47 (Anthony Kiedis, Flea, John Frusciante, Chad Smith)
12. Sexy Mexican Maid – 3:23 (Anthony Kiedis, Flea, John Frusciante, D.H. Peligro)
13. Johnny, Kick a Hole in the Sky – 5:21 (Anthony Kiedis, Flea, John Frusciante, Chad Smith)

Tracce bonus nell'edizione rimasterizzata del 2003
1. Song That Made Us What We Are Today (demo) - 12:56 (Anthony Kiedis, Flea, John Frusciante, Chad Smith)
2. Knock Me Down (versione originale) – 4:44 (Anthony Kiedis, Flea, John Frusciante, Chad Smith)
3. Sexy Mexican Maid (versione originale) – 3:59 (Anthony Kiedis, Flea, John Frusciante, Chad Smith)
4. Salute to Kareem (demo) – 3:24 (Anthony Kiedis, Flea, John Frusciante, Chad Smith)
5. Castles Made of Sand (live, 21 novembre 1989) – 3:19 (Jimi Hendrix)
6. Crosstown Traffic (live, 21 novembre 1989) – 2:53 (Jimi Hendrix)

## Formazione
- Anthony Kiedis - voce
- John Frusciante - chitarra, cori
- Flea - basso, tromba, cori
- Chad Smith - batteria, percussioni
- Hillel Slovak – chitarra su Fire
- Jack Irons - batteria su Fire
- Philip "Fish" Fisher - batteria su Taste the Pain

### Musicisti addizionali
- Keith "Tree" Barry - sassofono tenore
- Patrick English - tromba
- Lon - trombone
- Dave Coleman - violoncello